# Еолян, Левон Суренович
Левон Суренович Еолян (род. 16 сентября 1959, Ереван) — армянский государственный деятель и шахматист, международный мастер (1984).

## Биография
В 1980 г. с отличием окончил Ереванский институт народного хозяйства. Позже окончил аспирантуру в том же вузе. С 1982 г. с небольшим перерывом занимает места на государственной службе.

### Государственная служба
- 1985 г. — депутат Абовянского районного совета.

- 1986—1992 гг. — член коллегии Министерства образования Армянской ССР, коллегии Министерства высшего образования и науки Армении.

- 1998—2000 гг. — заместитель начальника Государственного агентства здравоохранения.
- 2000—2007 гг. — заместитель министра здравоохранения Армении.
- 13 ноября 2007 г. — указом Президента Армении назначен заместителем председателя Контрольной палаты Армении.
- 29 февраля 2016 г. — указом Президента Армении освобожден с должности заместителя председателя Контрольной палаты Армении.
- 29 февраля 2016 г. — указом Президента Армении назначен Министром энергетики и природных ресурсов Армении.

### Молодёжная политика
Занимал высокие посты в различных молодёжных организациях:
- 1982—1984 гг. — инструктор ЦК ЛКСМ Армянской ССР.
- 1984—1986 гг. — Первый секретарь Абовянского районного комитета ЛКСМ.
- 1986—1990 гг. — Секретарь ЦК ЛКСМ Армянской ССР.
- 1990—1993 гг. — Председатель Молодёжного союза Армянской ССР / Армении.
- 1990—1992 гг. — Член бюро ЛКСМ Армянской ССР / Армении.

### Награды
В 2008 году указом Президента Армении награждён медалью «За заслуги перед Отечеством» 2-й степени.

## Шахматы
Участник ряда турниров в Ереване: 1977 г. (турнир советских шахматистов) — 8½ из 16, 6—9 места; 1982 г. (международный турнир) — 6—7-е места, 1984 г. (международный турнир) — 3—6-е места.
Участник международного турнира в Кировакане (1978 г.) — 3 из 15, 16 место.
Участник отборочных соревнований чемпионатов СССР.
В составе сборной Армянской ССР участник 7-й Спартакиады народов СССР.
Широкую известность получила партия, выигранная у него будущим чемпионом мира Каспаровым на молодёжном чемпионате СССР 1977 г. Эта партия вошла в теоретические справочники.
С 2004 г. занимает пост заместителя председателя Федерации шахмат Армении.

### Изменения рейтинга
| Графики недоступны из-за технических проблем. См. информацию на Фабрикаторе и на mediawiki.org. |